# Saint-Pierre (Baix Rin)
 Saint-Pierre (en alsacià Sampeeter) és un municipi francès, situat a la regió del Gran Est, al departament del Baix Rin. L'any 1999 tenia 532 habitants.
Forma part del cantó d'Obernai, del districte de Sélestat-Erstein i de la Comunitat de comunes del Pays de Barr.

## Demografia
| 1962 | 1968 | 1975 | 1982 | 1990 | 1999 |
| ---- | ---- | ---- | ---- | ---- | ---- |
| 283  | 326  | 363  | 368  | 460  | 532  |

## Administració
| Període | Identitat     | Partit |
| ------- | ------------- | ------ |
| 2001-   | Alfred Becker | UMP    |